# 久伊豆神社 (さいたま市岩槻区加倉)

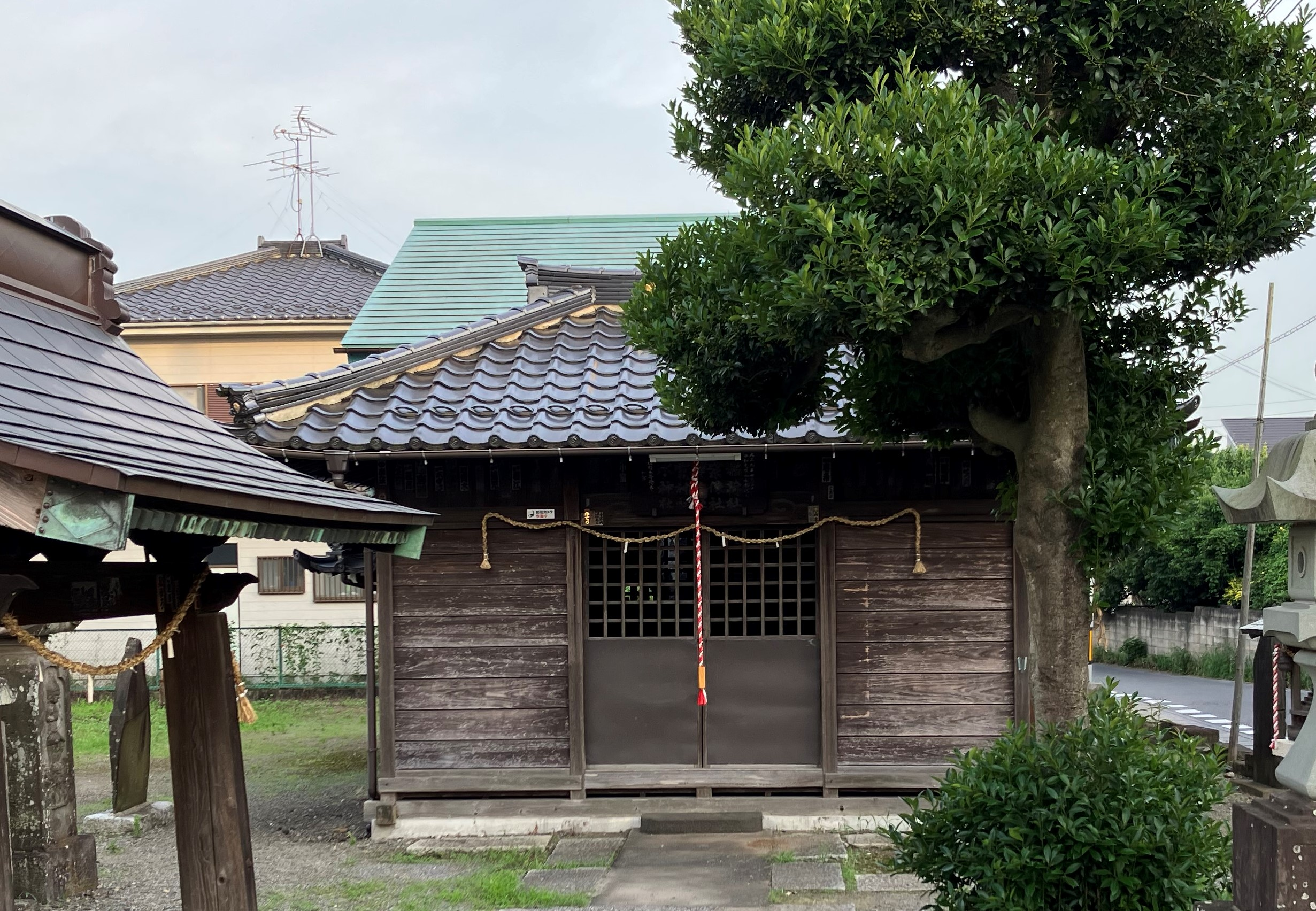
社殿

久伊豆神社（ひさいずじんじゃ）は、埼玉県さいたま市岩槻区の神社。

## 歴史
創建年代は不明である。ただ当地は天文年間（1532年 - 1555年）より開発が始まり、元亀年間（1570年 - 1573年）に加倉村が成立していることから、その頃に創建されたものと推測される。開発者の斎藤勘解由之盛が勧請したという。しかし、その後の兵乱で社殿が破壊されたので、現在地に移転した。
「大善院」が別当寺であった。大善院は修験道本山派の寺院であったが、明治初期の神仏分離により、廃寺に追い込まれた。本地仏だった十一面観音もこの時に失われた。
1872年（明治5年）、近代社格制度に基づく「村社」に列せられた。

## 交通アクセス
- 岩槻駅より徒歩16分。